# 抑制制御
抑制制御（よくせいせいぎょ、英: Inhibitory control）または反応抑制とは認知プロセスであり、より具体的には実行機能である。この機能によって個人は、衝動や自然的・習慣的・支配的な行動反応を刺激に対して抑制し、目標達成に一貫したより適切な行動を選択することが可能になる。自己制御は抑制制御の重要な側面である。例えば、ダイエット中にケーキを食べたいという自然な行動反応を抑制することに成功するには、抑制制御の使用が必要である。
前頭前皮質、尾状核、そして視床下核は、抑制制御の認知を調節することが知られている。抑制制御は、嗜癖や注意欠如多動症の両方で障害されている。健常な成人およびADHDの個人において、抑制制御は低用量（治療用）のメチルフェニデートまたはアンフェタミンの短期投与で改善する。抑制制御は、継続的な有酸素運動によっても長期的に改善される可能性がある。

## テスト
抑制制御テストは神経心理学的検査であり、個人が刺激に対する自然的・習慣的・支配的な行動反応を抑制し、より適応的な目標志向の行動を実行する能力を測定する。抑制制御を測定する神経心理学的検査の一部には、ストループ課題, ゴー・ノーゴー課題、サイモン課題、フランカーテスト、アンチサッケード課題課題、遅延報酬課題、そしてストップ・シグナル課題が含まれる。

## 性差
女性は、望ましくないまたは習慣的な行動に対する抑制制御能力が男性よりも高く、環境の文脈要因に対する調整的な反応も男性とは異なる傾向がある。例えば、音楽を聴くことは女性の反応抑制率を著しく向上させる傾向があるが、男性の反応抑制率を低下させる。